# ズミ
ズミ（酸実・桷・棠梨、学名: Malus toringo）は、バラ科リンゴ属の1種である。リンゴに近縁な野生種である。

## 名称
和名「ズミ」の語源は、染料となることから「染み」、あるいは、実が酸っぱいことから「酢実」ともよばれる。
カイドウ、リンゴ（リンゴ属）、ナシ（同科ナシ属）に似ることから、ヒメカイドウ、ミツバカイドウ、ミヤマカイドウ、コリンゴ、コナシ、サナシなどとも呼称される。これら別名は、花をナシに、赤い実をリンゴなどに例えたものが多い。ただし、サナシは地方によっては別の種（ヤマナシなど）を意味することもある。棠梨という表記もある。中国名は「三葉海棠」。

## 分布
日本（北海道・本州・四国・九州）と朝鮮半島に分布する。山地や山野の日当たりのよい場所に自生する。

## 特徴

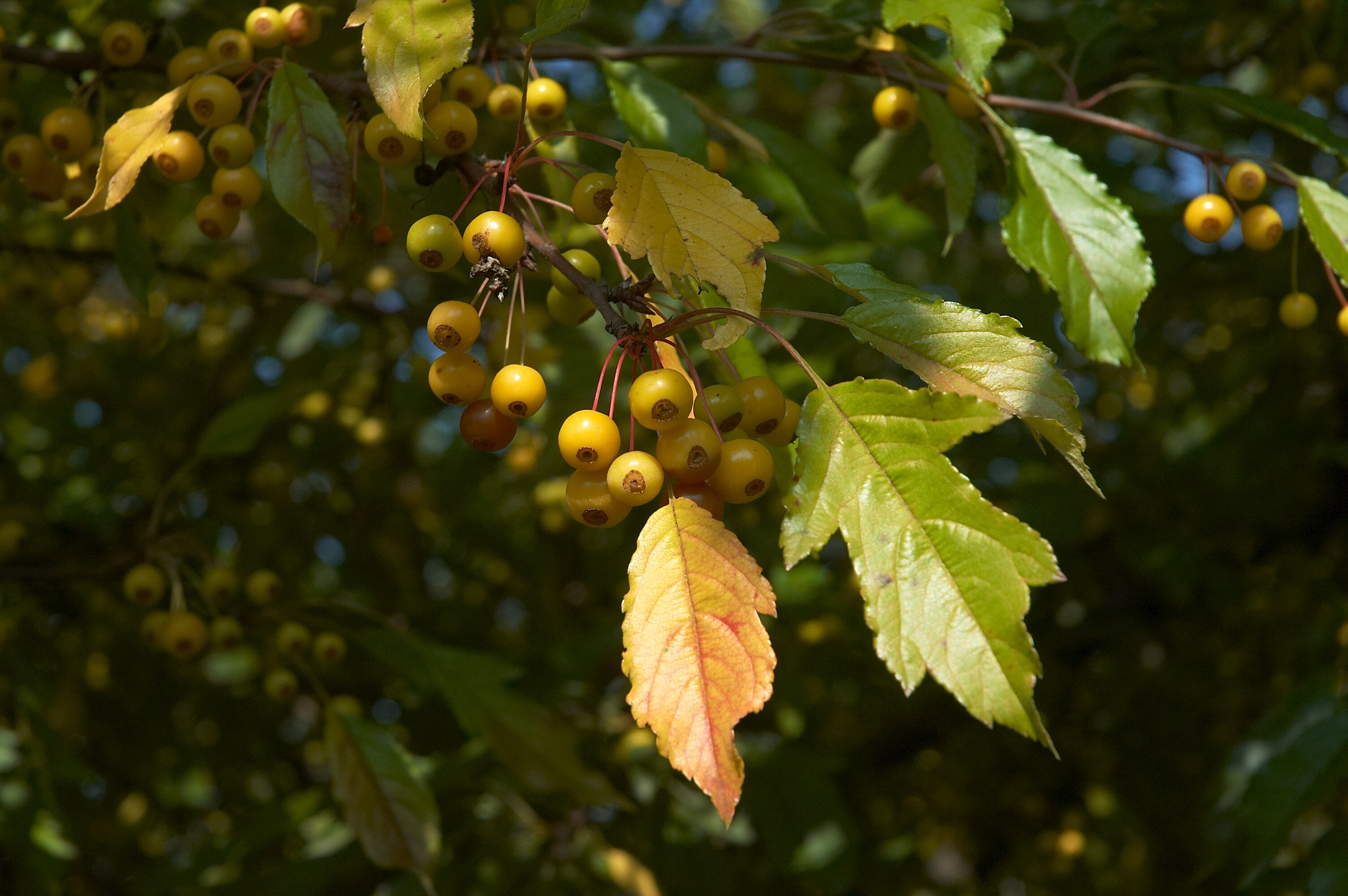
ズミの実

落葉広葉樹の小高木から高木で、高さ10メートル (m) ほどになる。枝はよく分枝し、横広がりの樹形になる。短枝や小枝はトゲ状になることが多い。樹皮は灰褐色で、しだいに縦に細く裂けてはがれる。一年枝は赤褐色で細く、皮目は円形で少なく、はじめのうちは毛があるが後に無毛となる。葉は花のつく短枝につく葉では、長楕円形から卵状長楕円形で長さ3 - 8センチメートル (cm) 、長枝につく葉では少し大きく、ときに3 - 5裂することが多い。葉の縁には細い鋸歯がある。
花期は晩春から初夏にかけて（5 - 6月）。花は直径20 - 35ミリメートル (mm) で、白色または、淡紅色の花を3 - 7個散形状に咲かせる。花弁は5枚で、雄蕊は20個つく。果期は9 - 11月。直径6 - 10 mmの小さな球形の果実をつけ、秋に赤く熟す。落葉後、冬でも果実が残っていることが多い。実は食べることができる。
冬芽は仮頂芽が枝先につき、側芽が枝に互生して、枝と同色の芽鱗3 - 4枚に包まれて長卵形をしている。仮頂芽は側芽よりやや大きく、側芽は枝に寄り添うようにつく。葉痕は三角形やV字形で、維管束痕が3個みられる。

## 利用
樹皮を煮出して黄色の染料が取れる。これが和名の語源とする説がある。明礬などを加えて絵の具にもする。
庭木や器具材としても使われ、材は家具や細工に利用する。果実は果実酒にされる。
リンゴの台木として、種から育てたズミが使われる。ただし近年はリンゴと同じ真正リンゴ区（ズミはズミ区）のマルバカイドウなどが主である。